# Honduras
Honduras (denumirea oficială în spaniolă, República de Honduras) este o țară independentă și suverană, o republică din America Centrală. Țara a fost cunoscută anterior sub numele de Hondurasul spaniol pentru a o diferenția de Hondurasul britanic, al cărui nume este astăzi Belize. Republica Honduras este mărginită la vest de Guatemala, la sud-vest de El Salvador, la sud-est de Nicaragua, la sud de Oceanul Pacific, prin Golful Fonseca, iar la nord de Golful Honduras și de Marea Caraibilor.

## Istorie
Pentru mai multe detalii, vedeți Istoria Hondurasului.
Honduras, în perioada precolumbiană, a fost locuit de popoare amerindiene cum ar fi: lenca, maia, tol, pech și miskito. Cristofor Columb a ajuns în Trujillo, Honduras în 1502. În 1524 spaniolii, conduși de Hernan Cortes, au ajuns în Honduras venind din Mexic. O mare parte a Hondurasului a fost cucerită în următoarele două decenii, la început de către trupe loiale lui Cristóbal de Olid, mai apoi de către trupe fidele lui Francisco Montejo și a fost terminată de către Pedro de Alvarado. In 1821, Hondurasul și-a declarat independența față de Spania și a făcut parte între 1821 și 1823 din Primul Imperiu Mexican. Din 1823 și până în 1838 a fost membru al Republicii Federale a Americii Centrale. Hondurasul a devenit un stat suveran în 1839. El Salvador a invadat pentru scurt timp statul, în iulie 1969, în timpul Războiului de 100 de ore, după un meci de fotbal ce a exacerbat tensiunile dintre cele două țări. Din 1972 până în 1983, Hondurasul a fost condus de către o juntă militară.
După o criză constituțională, președintele, Manuel Zelaya a fost înlăturat de la putere de către armată și deportat în Costa Rica, o țară neutră. ONU și Uniunea Națiunilor Sud-Americane au condamnat acțiunea armatei, dar SUA a considerat că destituirea a fost constituțională. Alegerile prezidențiale s-au desfășurat la data de 29 noiembrie 2009 și au fost câștigate de Porfirio Lobo Sosa, acesta a fost învestit la 20 ianuarie 2010.

## Patrimoniu
Între 1980-1982 pe lista patrimoniului mondial UNESCO au fost incluse 2 obiective culturale sau naturale din Honduras.

## Organizare administrativă
Hondurasul este organizat în 18 departamente, divizate în 288 de municipalități. Capitala Tegucigalpa este situată în departamentul Francisco Morazán, fiind capitala acestuia.
|  | 1. Atlántida 2. Choluteca 3. Colón 4. Comayagua 5. Copán 6. Cortés 7. El Paraíso 8. Francisco Morazán 9. Gracias a Dios | 10. Intibucá 11. Islas de la Bahía 12. La Paz 13. Lempira 14. Ocotepeque 15. Olancho 16. Santa Bárbara 17. Valle 18. Yoro |

## Demografie
Primul recensământ al populației din Honduras a fost realizat de către Episcopul Fernando Cardiñanos în 1791, populația fiind un pic peste 90.000. Ulterior, populația Hondurasului a crescut constant. În 1887 Honduras se înregistrau deja 330.000 de locuitori. Prin 1940 populația Hondurasului a ajuns la un milion. Potrivit datelor furnizate de Centro Centroamericano de la Población de la Universitatea Costa Rica, și CEALC, populația statului înregistrează una dintre cel mai rapide creșteri din America Latină.

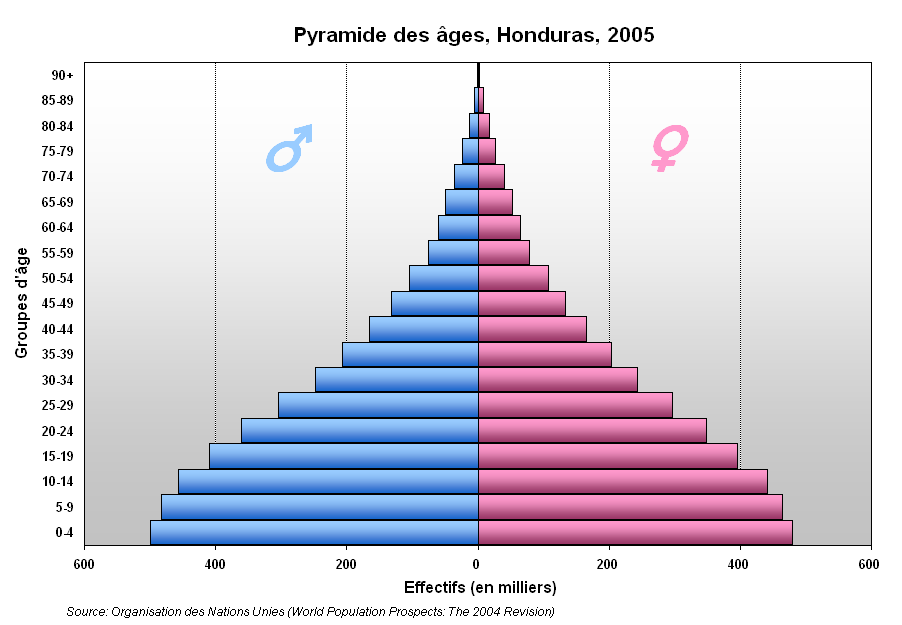
Piramida grupelor de vârste.

În 2010 populația Hondurasului era de 8.045.990 de locuitori, din aceștia, 4.128.652 stau în mediul urban și 3.917.338 în mediul rural, conform recensământului populației și locuințelor, realizat de Institutul Național de Statistică din Honduras. Departamentului cel mai populat din Honduras este Cortés cu o populație de 1.570.291, din aceștia 810.815 sunt femei și 759.476 bărbați. Departamentul cu cea mai mică populație din Honduras este Islas de la Bahía cu 49.158 locuitori din aceștia 25.182 de femei sunt 23.976 bărbați.
Cea mai mare parte a populației este alcătuită din persoane între 20 și 59 de ani (3.601.947), urmate de copii cu vârste între 0 și 9 ani (2.114.366), adolescenți între 10 și 19 ani cu 1.839.806 de persoane. Acest lucru face ca populația Hondurasului să fie destul de tânără. Potrivit cifrelor recensământului publicate de INS doar 489.871 inși au peste 60 de ani.
Această creștere rapidă a populației a dus la o scădere a PIB-ului pe cap de locuitor și a crescut presiunea asupra accesului la serviciile de bază. Acest lucru a dus la creșterea numărului emigranți, principalele ținte fiind Mexic, Belize, Spania, dar mai ales din SUA; în căutare de condiții de viață mai bune. În plus, această creștere a populației a accelerat urbanizarea.

## Economie
Honduras se numără printre cele mai sărace state din America Latină și înainte ca uraganul să se abată asupra sa. În prezent, are statut de țară în curs de dezvoltare, care nu ar avea șanse de supraviețuire în lipsa ajutorului extern.

### Agricultura
Honduras este asociat cel mai adesea cu așa-numitele republici bananiere. Și pe bună dreptate: marile plantații din Honduras ocupă peste 80% din terenurile agricole, iar bananele și cafeaua sunt produsele de bază ale exportului.

### Minerit
În Honduras sunt întâlnite minereurile de zinc, plumb, aur, argint, etc.

### Industria
Prelucrarea lemnului, alimentară și textilă.

## Politică

### Cadrul instituțional
Honduras este o republică prezidențială în baza Constituției din 1982. Votul este obligatoriu pentru toți cetățenii de peste 18 ani.

### Președintele
Președintele, ales pentru un mandat de patru ani, are atât funcția de șef de stat cât și cea de șef al guvernului, exercitând puterea executivă. Președintele este ales direct de către majoritate, împreună cu vicepreședintele. Mandatul său durează patru ani. Articolele 237 și 374 din Constituție nu permit o prelungire a mandatului prezidențial sau în al doilea termen. El are puterea de a numi guvernatorii din cele 18 departamente.
În cazul în care, președintele nu este în măsură să își exercite mandatul, acesta va fi înlocuit de vicepreședinte până la sfârșitul mandatului constituțional, sau de către Președintele Parlamentului, atunci când vicepreședintele nu îl poate înlocui.
Sediul central al Președinției Hondurasului este Palazzo Jose Cecilio del Valle Tegucigalpa.
Președinți din 1982 (revenirea la democrație):
- Roberto Suazo Cordova (PLH): 1982 -1986
- José Azcona del Hoyo (PLH): 1986 - 1990
- Rafael Leonardo Callejas (PNH): 1990-1994
- Roberto Carlos Reina (PLH): 1994 -1998
- Roberto Carlos Flores Facusse (PLH): 1998-2002.
- Ricardo Maduro (PNH): 2002-2006
- Manuel Zelaya Rosales (PLH): de la 27 ianuarie 2006 la 28 iunie 2009, în ziua destituirii sale de către Curtea Constituțională.
- Roberto Micheletti: interimar, pentru a încheia mandatul lui Zelaya, 28 iunie 2009 la ianuarie 2010.
- Porfirio Lobo: din ianuarie 2010 la ianuarie 2014
- Juan Orlando Hernández: din ianuarie 2014 la ianuarie 2022
- Xiomara Castro: din ianuarie 2022

### Legislativ
Legislativul, în conformitate cu constituția din 1982, este unicameral și se numește Congresul Național din Honduras (Congreso Nacional), acesta are 128 de membri (Diputados), aleși direct pentru un mandat de patru ani, prin reprezentare proporțională. Înainte de 1997, delegații erau aleși indirect, pe liste. Constituția atribuie exclusiv legislativului puterea de a reforma Constituția, excepție făcând dispozițiilor articolelor nemodificabile indicate în art. 374 din Constituție. Congresul se reunește în Palatul Legislativ (Palacio Legislativo) din Tegucigalpa.
Hondurasul are un sistem bipartid, la putere alternând:
- Partidul Liberal din Honduras - Partido Liberal de Honduras (PLH) și
- Partidul Național din Honduras - Partido Nacional de Honduras (PNH).

### Sistemul judiciar
Dreptul din Honduras se bazează pe Codul lui Napoleon, acesta fiind puternic influențat și de sistemul judiciar din Statele Unite. Judecătorii sunt numiți de către deputați pentru un mandat de patru ani.
În ultimii ani, țara se confruntă cu o rată a criminalității în creștere, cauzată de bande de copii (Maras): o comisie permanentă interministerială pentru integrarea morală și fizică a copiilor a identificat 744 de crime comise de minori între 1998 și 2005.